# Oldenlandia auricularia
Oldenlandia auricularia är en måreväxtart som först beskrevs av Carl von Linné, och fick sitt nu gällande namn av Karl Moritz Schumann. Oldenlandia auricularia ingår i släktet Oldenlandia och familjen måreväxter.

## Underarter
Arten delas in i följande underarter:
- O. a. auricularia
- O. a. venosa